# Núcleos Armados para la Autonomía Popular
Los Núcleos Armados para la Autonomía Popular (Noyaux armés pour l'autonomie populaire en francés, acortado como NAPAP ) fue un grupo armado maoísta francés, que apareció en Francia en diciembre de 1976.
Provienen de la organización de la célula perteneciente a las  Brigadas Internacionales, Vaincre et vivre. De tendencia marxista-leninista, uno de sus principales dirigentes e ideólogos de la NAPAP fue Fréderic Oriach cercano a Pierre Carette, miembro fundador de las Células Comunistas Combatientes (CCC) belgas. Frédéric Oriach, de la NAPAP, influyó ideológicamente en el CCC. El presunto líder del NAPAP según la policía fue Christian Harbulot.

## Ataques reivindicados
- 12 de enero de 1976: Ataque a Paul Gardent, director general de Charbonnages de France (reivindicado por Vaincre et vivre).
- 11 de mayo de 1976: Es asesinado a tiros el embajador de Bolivia en París general Joaquín Zenteno Anaya, cuando este se subía a su vehículo a plena luz del día.[6][7]
- 23 de marzo: de 1977 : Asesinato de Jean-Antoine Tramoni, el asesino del guerrillero Pierre Overney.[8][9]
- 26 de marzo: Atentado contra el aparcamiento de Renault-Flins.[10]
- 3 de abril: Ataque incendiario a la base de la Confederación Internacional de Organizaciones Sindicales Libres en Francia.
- 6 de junio: ataques contra la fábrica Usinor en Thionville y contra Chrysler-Francia en París.[11]
- verano de 1977: Serie de ataques antinucleares con la ayuda de militantes anarquistas de Grupos de Acción Revolucionaria Internacionalista.
- 8 de octubre: Ataque contra la casa del guardián de los sellos Alain Peyrefitte.[12]
- 14 de octubre: Atentados contra el Palacio de Justicia de París y el Ministerio de Justicia de Francia en París.[13][14]
- 21 de octubre: Atentado contra sede de Mercedes-Benz.
- 23 de enero de 1978: Es secuestrado Édouard-Jean Empain, tercer barón de Empain, industrialista franco-belga, secuestrado durante 63 días, durante ese tiempo lo encadenaron en un escondite en un suburbio de París, donde fue privado de alimentación, golpeado y torturado.[15][16]
- 25 de junio: En la noche del 25 al 26, una bomba de 6 kg explotó en el Palacio de Versalles. Reclamado por NAPAP y luego por elGroupe du Chômage international, que era en realidad el FLB-ARB.[17][18]
- 9 de julio de 1980 : Ataque contra la Sociedad de ferrocarriles alemanes.

### Consecuencias judiciales
- 11 al 13 de mayo de 1977 se registra la detención de Frédéric Oriach, Michel Lapeyre y Jean-Paul Gérard en París.[19]
- 26 de septiembre al 29 de octubre de 1977: huelga de hambre de los presos del NAPAP
- 23 de marzo de 1978: Frédéric Oriach, Michel Lapeyre y Jean-Paul Gérard son condenados a siete años de prisión por portar un arma.[20]
- 16 de mayo de 1978: juicio del Frente Libertario por haber publicado un texto del NAPAP
- Julio de 1978: detención en Toulouse de miembros del GARI y de la NAPAP
- 14 de septiembre de 1981: amnistía para los presos del NAPAP.[21]

## Miembros
Entre los miembros de NAPAP, podemos citar a Frédéric Oriach, Henri Savouillan, Michel Lapeyre, Jean-Paul Gérard, Jean-Louis David, Danyel Gérard, Richard Anthony, Jacques François, Martine da Silva y Christian Gauzens.